# الیانو ریندرس
الیانو ریندرس (انگلیسی: Eliano Reijnders؛ زادهٔ ۲۳ اکتبر ۲۰۰۰) بازیکن فوتبال اهل هلند است.
از باشگاه‌هایی که در آن بازی کرده‌است می‌توان به باشگاه فوتبال پک زووله و باشگاه فوتبال توئنته اشاره کرد.

## زندگی شخصی
پدر الیانو، مارتین ریندرس بازیکن سابق فوتبال و برادرش نیز تیجانی ریندرس است.
ریندرس، به‌علت تابعیت مادرش می‌تواند برای تیم ملی فوتبال اندونزی نیز بازی کند.